# 劉寄
劉寄（前2世纪？—前121年），漢景帝劉啟子，諡為膠東康王。

## 生平
劉寄的母親王儿姁，是漢武帝劉徹的親姨，即王皇后的親妹妹。孝景帝中元2年（前148年）封為膠東王 ，前一位胶东王，就是已成为太子的异母兄劉徹。劉寄是個不大安份的人。當年淮南王劉安謀反時，劉寄曾與他有勾結，並私造武器，準備響應叛亂。後淮南王被鎮壓，劉寄也被揭露出來。劉寄非常恐懼，因此於漢武帝元狩2年（前121年）夏季發病去世，諡為膠東康王，在位共28年。
劉寄由於心中有愧，於是一直不敢立继承人。刘寄王后是乐成侯丁义的姐姐，无子。在他死後，武帝聽聞他的長子劉賢母親無寵，劉賢亦不受喜愛，但少子劉慶的母親卻十分受愛幸，所以劉寄常常想立劉慶為嗣子，但因為自己明知道淮南王劉安謀反，卻不報告皇帝而私自戰備，犯有過錯，所以沒有上書請立劉慶為嗣子。武帝憐惜這位弟弟，於是立劉賢為膠東王，奉康王祀，而封刘寄生前最宠爱的小儿子劉慶為六安王，将原来衡山王辖地划归六安王所有。

## 子嗣
- 膠東哀王劉賢
- 臯虞煬侯劉建
- 魏其煬侯劉昌
- 祀玆侯劉延年
- 六安恭王劉慶

## 後裔
南齊劉懷珍、劉善明為其後代。

## 陵墓
劉寄的陵墓在山东省青岛平度市古岘镇六曲山漢墓群中，稱做「康王墳」。又叫西陵台

## 延伸阅读
[在维基数据编辑]
 《史記/卷059》，出自司馬遷《史記》
 《漢書/卷053》，出自班固《漢書》